# Mark Dvoreckij
Mark Izrailjevič Dvoreckij (rusky Марк Израилевич Дворецкий, 9. prosince 1947, Moskva – 26. září 2016, Moskva) byl ruský šachový trenér. Připravil čtyři juniorské mistry světa a spolupracoval například s Garrim Kasparovem nebo Višvanáthanem Ánandem.

## Život
Narodil se v Moskvě a vystudoval matematiku na Moskevské státní univerzitě. Stal se ale profesionálním šachistou a později profesionálním šachovým trenérem.
Poslední dekádu svého života byl vážně nemocný a na začátku roku 2016 připustil zdravotní potíže. Zemřel 26. září 2016.
Byl ženatý, s manželkou Innou měli syna Leonida.

## Šachová kariéra
Dvoreckij byl nadaný hráč. Jeho samotného trénovali Alexandr Rošal a Vladimir Simagin. Mezi jeho největší úspěchy patří titul z přeboru Moskvy v roce 1973, páté místo na mistrovství Sovětského svazu v roce 1974 a výrazné vítězství v turnaji B ve Wijku aan Zee. V té době patřil mezi světovou špičku, byl považovaný za nejsilnějšího mezinárodního mistra své doby. V 80. letech 20. století už hrál jen výjimečně.
Navzdory úspěchům se v časném věku vydal na trenérskou dráhu. Vypracoval svou vlastní trenérskou metodu, ve které pro každého hráče vytvářel zvláštní „šachovou diagnózu“. Vytvořil si svou vlastní rozsáhlou databázi šachových pozic pro nejrůznější problémy všech fází hry. Své studenty překvapoval tím, že proti nim byl schopný vyhrát stejnou pozici za bílé i za černé.
Věnoval se celé řadě hráčů, z těch, které vedl delší dobu, to nejdál dotáhli Artur Jusupov, Sergej Dolmatov, Alexej Drejev, Nana Alexandriová, Ernesto Inarkijev, Alexandr Motyljov nebo Victor Bologan. Pracoval také s několika šachisty, kteří se stali mistry světa: Višvanáthanem Ánandem, Veselinem Topalovem nebo Garrim Kasparovem.
Několikrát byl v Československu a České republice, příležitostně pomáhal i českým reprezentantům, např. Davidu Navarovi, a před šachovou veřejnost tu vystoupil s několika přednáškami.
I Jusupov se později stal předním šachovým trenérem a s Dvoreckým dál spolupracoval, a to jak při trénování, tak při psaní knih. Společně vedli například mladého Petra Svidlera.

## Šachová literatura
Dvoreckij, často společně s Jusupovem, byl autorem celé řady vyhledávaných knih. Jeho publikaci o koncovkách (poprvé vydána německy Die Endspieluniversität v roce 2002, následně anglicky jako Dvoretsky's Endgame Manual) jako označil Bologan za nejlepší knihu všech dob.
Mezi jeho další ceněné knihy patří Škola budoucích mistrů, Tragikomedie v koncovce a dvoudílná Kniha pro přátele a kolegy.
Na manuál koncovek volně navázal manuál šachové analýzy (Dvoretsky’s Analytical Manual, 2008), čtyři svazky má jeho volný cyklus školy šachového mistrovství. Z dřívější doby pocházejí jeho první knihy Tajemství šachového tréninku a Tajemství šachové taktiky.